# Kirche Laubusch

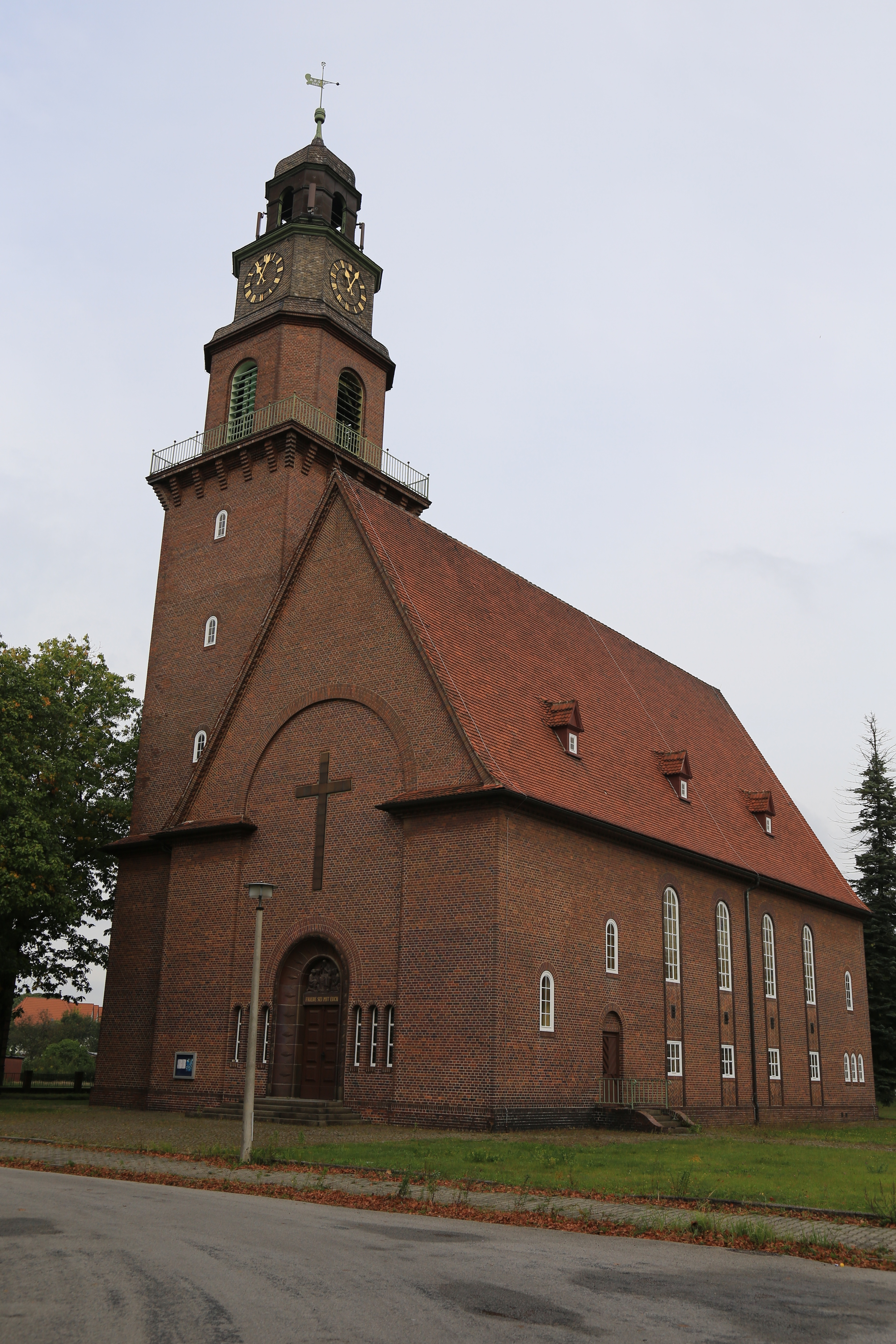
Kirche Laubusch (2017)

Die Kirche Laubusch ist das Kirchengebäude im Ortsteil Laubusch der Stadt Lauta im Landkreis Bautzen in Sachsen. Es gehört der Kirchengemeinde Laubusch im Kirchenkreis Schlesische Oberlausitz der Evangelischen Kirche Berlin-Brandenburg-schlesische Oberlausitz. Die Kirche gilt als baugeschichtlich, städtebauhistorisch und ortsgeschichtlich von Bedeutung und steht als Einzeldenkmal der Sachgesamtheit „Kolonie Laubusch“ unter Denkmalschutz.

## Geschichte
Am 13. Januar 1921 wurde in der neu gegründeten Bergarbeiterkolonie „Grube Erika“, dem heutigen Laubusch, eine Notkirche eingerichtet. Diese Kirche wurde nach einem Entwurf des Ilse-Werksarchitekten Ewald Kleffel gebaut und war eine größere Baracke in Holzbauweise. Durch das starke Bevölkerungswachstum in der noch jungen Gemeinde wurde diese Notkirche bald zu klein, sodass am 26. April 1936 der Grundstein für den Bau der heutigen Kirche gelegt wurde. Nach zweieinhalbjähriger Bauzeit wurde die Kirche am 27. November 1938 eingeweiht. Nach dem Ende des Zweiten Weltkriegs wurde die Ilse Bergbau AG enteignet. Zum 50-jährigen Kirchweihejubiläum im Jahr 1988 wurde der Innenraum der Kirche saniert und das Gebäude mit einer Fernwärmeheizung ausgestattet. Im Jahr 1994 kaufte die Kirchengemeinde die Kirche und das Pfarrhaus.

## Architektur

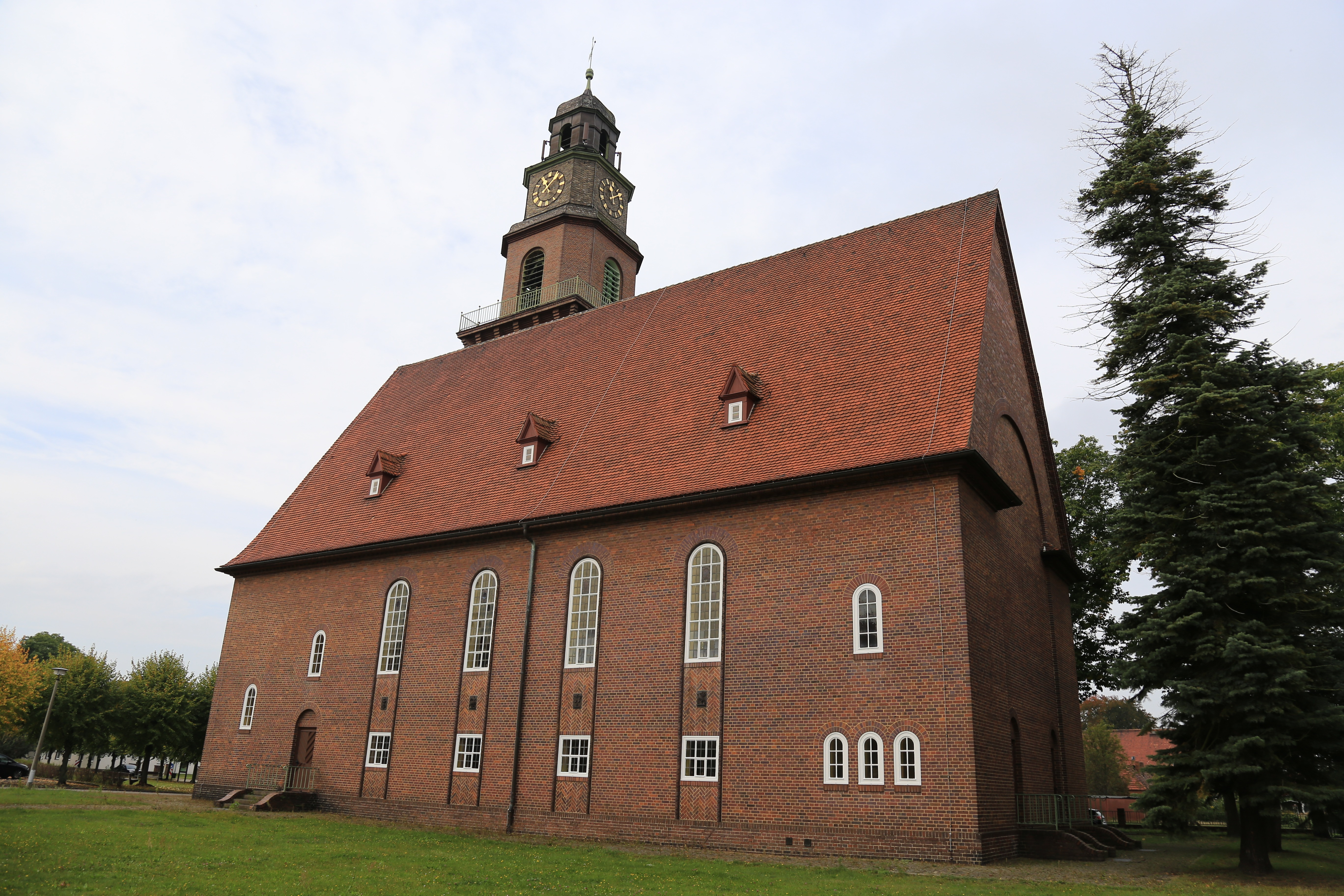
Kirchenschiff (2017)

Die Laubuscher Kirche ist ein rechteckiger Massivbau aus Verblendklinker-Mauerwerk. An der südwestlichen Gebäudeecke ist ein 51 Meter hoher quadratischer Turm mit achteckigem Glockengeschoss und offener Laterne angebaut. Das Kirchenschiff hat über das zweite und dritte Geschoss reichende Rundbogenfenster und ein nördliches rundbogiges Eingangsportal. Über dem westlichen Haupteingangsportal liegt ein Tympanon mit einem Keramik-Relief, das Christus inmitten von zwei Paaren zeigt, die Einwohner von Laubusch darstellen. Der Innenraum im Stil des Neobarock hat eine flache, mit floralen Motiven bemalte Holzdecke. In der Apsis befindet sich eine Ausmalung mit mehreren lebensgroßen Engeln. Die Emporen an drei Seiten sind eingeschossig, die Brüstungsfelder mit Spruchkartuschen und Rankenwerk bemalt.

## Ausstattung
Die Ausstattung stammt aus der Bauzeit. Der Kanzelaltar hat einen polygonalen Kanzelkorb. 

### Glocken
1937 wurden in der Kunst- und Glockengießerei Lauchhammer die drei Stahlglocken für das Geläut gegossen.
| Glocke | 0Name0 | Gewicht        | Durchmesser     | Schlagton |
| ------ | ------ | -------------- | --------------- | --------- |
| 1      | Ilse   | 4875 Kilogramm | 2180 Millimeter | B°        |
| 2      | Erika  | 2900 Kilogramm | 1920 Millimeter | des′      |
| 3      | Marga  | 1724 Kilogramm | 1615 Millimeter | e′        |

### Orgel
Die pneumatische Orgel wurde 1938 von W. Sauer Orgelbau Frankfurt (Oder) gebaut, der Prospekt ist einer Silbermannorgel nachempfunden. Das Instrument hat 22 Register auf zwei Manualen und dem Pedal. Die Orgel wurde 2008 saniert.

## Kirchengemeinde
Vor dem Kirchbau gehörte Laubusch zur Kirchengemeinde Hoyerswerda. Am 29. Dezember 1920 beschlossen die evangelischen Gemeindemitglieder der Kolonie „Grube Erika“ die Gründung einer Kirchengemeinde, am 22. Januar 1921 wurde eine Versammlung zur Bildung des Kirchenvorstands abgehalten. Die offizielle Gründung der Kirchengemeinde Laubusch erfolgte am 1. Oktober 1921. Bis 1945 gehörte die Kirchengemeinde zur Evangelischen Landeskirche der älteren Provinzen Preußens und danach zur Evangelischen Kirche in Schlesien, die später in Evangelische Kirche der schlesischen Oberlausitz umbenannt wurde. Am 1. Januar 2004 ging die Evangelische Kirche der schlesischen Oberlausitz in der Evangelischen Kirche Berlin-Brandenburg-schlesische Oberlausitz auf.
Am 1. Mai 2007 schlossen sich die Kirchengemeinden Laubusch, Bernsdorf und Schwarzkollm zum Pfarrsprengel Bernsdorf zusammen. Am 1. Januar 2014 fusionierte der Kirchenkreis Hoyerswerda, zu dem Laubusch bis dahin gehört hatte, mit dem Kirchenkreis Niederschlesische Oberlausitz zum Kirchenkreis Schlesische Oberlausitz.